# Anna Muylaert

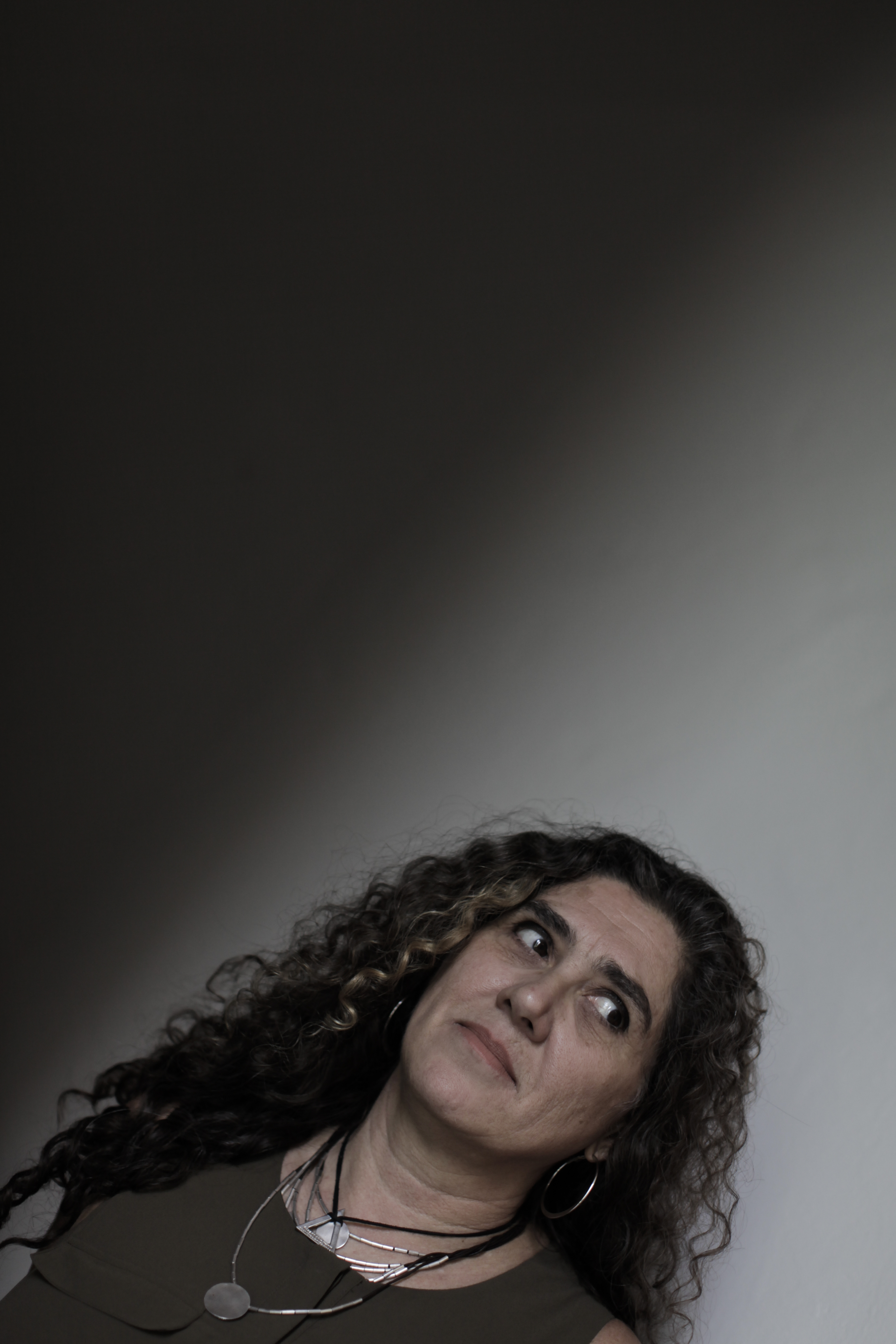
La réalisatrice en 2015

Anna Muylaert est une réalisatrice et scénariste brésilienne née le 21 avril 1964 à São Paulo.

## Filmographie
- 1995 : A Origem dos Bebês segundo Kiki Cavalcanti (pt)
- 2002 : Durval Discos (pt) (réalisatrice et scénariste)
- 2006 : Filhos do Carnaval de Cao Hamburger (coscénariste)
- 2006 : L'Année où mes parents sont partis en vacances (O Ano em Que Meus Pais Saíram de Férias) de Cao Hamburger (coscénariste)
- 2009 : É Proibido Fumar (pt) (réalisatrice et scénariste)
- 2012 : Xingu (pt) de Cao Hamburger (coscénariste)
- 2012 : Chamada a Cobrar (pt) (réalisatrice et scénariste)
- 2015 : Une seconde mère (Que Horas Ela Volta?) (réalisatrice et scénariste)
- 2016 : D'une famille à l'autre (Mãe Só Há Uma) (réalisatrice et scénariste)